# Dolne Rozdziele
Dolne Rozdziele (dawn. Rozdziele Dolne) – część wsi Rozdziele w Polsce, położona w województwie małopolskim, w powiecie bocheńskim, w gminie Żegocina. Wchodzi w skład sołectwa Rozdziele.
Dawniej samodzielna miejscowość i gmina jednostkowa.
W latach 1975–1998 miejscowość należała administracyjnie do województwa tarnowskiego.